# Echimys vieirai
Echimys vieirai — вид гризунів родини щетинцевих, який відомий тільки з трьох пунктів проживання в Бразилії: два в штаті Пара, один в штаті Амазонас.

## Етимологія
Цей новий вид названий на честь Карлоса Октавіано-да-Кунья Вієйри (ісп. Carlos Octaviano da Cunha Vieira), куратора, відповідального за колекцію ссавців у Музеї Зоології Університету Сан-Паулу, з початку 1940-х років до своєї смерті в 1958 році. Завдяки його зусиллям, колекція ссавців цього музею була значно поліпшена як в географічному обхваті так і за розмірами.

## Морфологія
Морфометрія: довжина голови й тіла: 245, хвоста: 340, задніх ніг: 50, вух: 15 мм.
Головною діагностичною особливістю цього нового виду є дорсальна темно-бордова смуга, що йде від носа до потилиці. Загалом це коричневий щетинець, голова темніша за спину. Голова і тіло завдовжки приблизно як хвіст. Зовнішня поверхня вух злегка волохата, покрита короткими чорними волоссям. Внутрішня поверхня вух лише трохи волосата, з довгим чорним волоссям на зовнішньому кордоні вух. Тіло вкрите переважно голками. Спинна частина тіла на відміну від голови забарвлена рівномірно, вкрита рідкими волосками тьмяно-коричневого кольору й щільними двоколірними голками, тьмяно-коричневими біля основи, що стають чорними на периферії. Спинна частина тіла тільки трохи відрізняється від боків: темно-коричневе стає тьмяно-коричневим, не рідко відрізняючись і від кольору черева. Передні й задні кінцівки зверху сірувато-коричневі, вкриті волоссям слабо двоколірним, сіруватим при основі і жовтуватим на периферії. Низ передніх і задніх лап темно-коричневий, вкритий темно-коричневим волоссям. Хвіст густо вкритий довгими волосками, пучок довших волосків ближче до кінця хвоста має місце. За кольором хвіст ділиться на три частини: одна шоста довжини біля спини має колір спини; середня частина, що відповідає приблизно половині довжини хвоста, чорна; решта хвоста біла. Морфологія черепу цілком аналогічна до Echimys chrysurus, хоча відрізняється розвитком алісфеноїдного каналу.  